# Paul Alfred Biefeld
Paul Alfred Biefeld (22 mars 1867 – 21 juin 1943) est un astronome et physicien d'origine allemande, naturalisé américain.

## Biographie
Il est né à Jöhstadt en royaume de Saxe, reçoit sa formation en Suisse et émigre aux États-Unis. C'est le fils de Wilhelmina Glaeser et Heinrich Biefeld, il se marie le 11 avril 1900 avec Emma Bausch.
Dans sa carrière, il enseigne à l'université Denison à Granville dans l'Ohio et au California Institute of Technology. Il est principalement connu pour la recherche sur l'effet Biefeld-Brown qu'il mène avec Thomas Townsend Brown. Ses travaux en électrocinétique et microfluidique sont classés "Top Secret" par l'armée américaine (voir Propulseur électrohydrodynamique).
Biefeld travaille aussi à l'Observatoire Yerkes et participe aux expéditions de 1918, 1919 et de septembre 1923 (Yerkes Eclipse Expedition) sur Île Santa Catalina.
Il est membre de l'American Astronomical Society et de l'Astronomical Society of the Pacific.